# خانه پوستی‌زاده
خانه پوستی زاده مربوط به اواخر دوره قاجار است و در همدان، بلوار علویان، میدان عین القضات، نبش بلوار الوند واقع شده و این اثر در تاریخ ۱۱ شهریور ۱۳۸۲ با شمارهٔ ثبت ۹۸۷۳ به‌عنوان یکی از آثار ملی ایران به ثبت رسیده است.